# Caixa Girona
La Caja de Ahorros de Gerona, conocida por el nombre comercial de Caixa Girona (Caixa d'Estalvis de Girona en idioma catalán) fue una caja de ahorros de dimensión mediana, con sede en la ciudad de Gerona (España). Fue fundada el 20 de septiembre del año 1940 por la Diputación Provincial de Gerona.
Su actividad se concentraba mayoritariamente en la provincia de Gerona.
Caixa Girona aprobó integrarse en ”la Caixa” mediante una fusión por absorción en mayo de 2010. El 3 de noviembre se formalizó el trámite en el registro mercantil y se completó la sustitución de la rotulación de la red de oficinas.
La actividad social de la caja es administrada por la "Fundació Caixa Girona", tras el acuerdo alcanzado con ”la Caixa” para mantener la obra social en su zona de influencia. Una de sus obras más representativas es el edificio conocido como la Fontana d'Or, centro cultural en el que se realizan exposiciones, conferencias o actividades culturales diversas.

## Intento de fusión
En junio de 2009, después de la aprobación del Fondo de Reestructuración Ordenada Bancaria (FROB), se hizo pública la intención de integrar las cajas de ahorros controladas por las diputaciones de Gerona, Tarragona y Barcelona. Es decir, Caixa Girona, Caixa Tarragona y Caixa Catalunya, esta última la más grande de las tres y que en la práctica hubiese absorbido a las demás.
Al mismo tiempo otras cajas de ahorro catalanas iniciaban procesos de integración, como fue el caso de Caixa Sabadell, Caixa Terrassa y Caixa Manlleu. Fue en esta última a la que Caixa Girona decidió unirse, por el hecho que se prometía mantener la identidad de las cajas en su territorio, algo que no ocurría en la fusión con Caixa Catalunya, que se entendía como una absorción.
La razón social de la caja resultante sería Caixa d'Estalvis Unió de Caixes Girona, Manlleu, Sabadell y Terrassa (nombre comercial Unnim, con sede social en Barcelona y manteniendo los cuatro centros de Gerona, Manlleu, Sabadell y Tarrasa como subsedes de la entidad.
Finalmente el 9 de marzo de 2010, por sorpresa, el Consejo de Administración de la entidad financiera rechazó el plan de integración y los estatutos de la nueva entidad. Con nueve votos en contra, tres a favor (entre ellos el presidente Manel Serra) y tres abstenciones (entre los que se encontraba el director general Jordi Blanch), se puso fin a la posible integración y se decidió seguir en solitario.

## Absorción por parte de La Caixa
El 28 de mayo de 2010 se anuncia que Caixa Girona mantiene conversaciones con ”la Caixa”. El 31 de mayo el consejo aprueba por unanimidad el inicio de las gestiones por la cual Caixa Girona será absorbida por ”la Caixa”.
 En noviembre de 2010 se formalizó el trámite en el registro mercantil y se completó la sustitución de la rotulación de la red de oficinas.